# Dominican Summer League
La Dominican Summer League es una sucursal afiliada a las ligas menores béisbol la cual se juega en la República Dominicana. La liga fue fundada en 1985. La temporada de 72 juegos (incluyendo juegos interdivisionales entre la división de Boca Chica North y Santo Domingo North y la división de Boca Chica South y San Pedro  de Macorís) la liga comienza a finales de mayo o principios de junio y termina la serie regular a finales de agosto, la temporada completa termina a principios de septiembre.
Se juegan 6 juegos semanales por equipo de lunes a sábado iniciando normalmente los partidos a las 10:30 a. m. y los sábados a las 10:00 a. m..
La liga se compone de cuarenta y cuatro equipos en seis divisiones. Cada equipo está afiliado a una  franquicia de Grandes Ligas con catorce diferentes organizaciones alineadas a dos equipo.
Seis equipos entran a los playoffs, los ganadores de cada división,Los dos equipos con el mejor porcentaje ganador recibe pases a las semifinales.

## Equipos actuales
| División                 | Equipo           | Afiliación de MLB             | Estadio                              |
| ------------------------ | ---------------- | ----------------------------- | ------------------------------------ |
| Boca Chica North         | DSL Astros       | Houston Astros                | Astros Complex                       |
| Boca Chica North         | DSL Dodgers      | Los Angeles Dodgers           | Campos Las Palmas                    |
| Boca Chica North         | DSL Indians      | Cleveland Indians             | Indians Complex                      |
| Boca Chica North         | DSL Mets 2       | New York Mets                 | Mets Academy                         |
| Boca Chica North         | DSL Pirates      | Pittsburgh Pirates            | Pirates Academy                      |
| Boca Chica North         | DSL Rays         | Tampa Bay Rays                | Rays Complex                         |
| Boca Chica North         | DSL Red Sox      | Boston Red Sox                | El Toro Complex                      |
| Boca Chica North         | DSL Royals       | Kansas City Royals            | Academia de Royals                   |
| Boca Chica North         | DSL Yankees 2    | New York Yankees              | Yankee Academy                       |
| Boca Chica South         | DSL Cubs 2       | Chicago Cubs                  | Ciudad de Baseball                   |
| Boca Chica South         | DSL Giants       | San Francisco Giants          | Rawling Foundation                   |
| Boca Chica South         | DSL Marlins      | Florida Marlins               | Academia de Prospectos               |
| Boca Chica South         | DSL Mets 1       | New York Mets                 | Mets Academy                         |
| Boca Chica South         | DSL Nationals    | Washington Nationals          | Las Américas Complex                 |
| Boca Chica South         | DSL Phillies     | Philadelphia Phillies         | Phillies Complex                     |
| Boca Chica South         | DSL Rangers      | Texas Rangers                 | Academia de Prospectos               |
| Boca Chica South         | DSL Yankees 1    | New York Yankees              | Yankee Academy                       |
| Boca Chica Baseball City | DSL Cubs 1       | Chicago Cubs                  | Ciudad de Baseball                   |
| Boca Chica Baseball City | DSL Diamondbacks | Arizona Diamondbacks          | Ciudad de Baseball                   |
| Boca Chica Baseball City | DSL Orioles      | Baltimore Orioles             | Ciudad de Baseball                   |
| Boca Chica Baseball City | DSL Padres       | San Diego Padres              | Najayo Academy                       |
| Boca Chica Baseball City | DSL Reds         | Cincinnati Reds               | Ciudad de Baseball                   |
| Boca Chica Baseball City | DSL Rockies      | Colorado Rockies              | Las Américas Complex                 |
| Boca Chica Baseball City | DSL Twins        | Minnesota Twins               | Ciudad de Baseball                   |
| Boca Chica Baseball City | DSL White Sox    | Chicago White Sox             | Ciudad de Baseball                   |
| Santo Domingo North      | DSL Athletics    | Oakland Athletics             | Juan Marichal Complex                |
| Santo Domingo North      | DSL Brewers      | Milwaukee Brewers             | José Rijo Junior Complex             |
| Santo Domingo North      | DSL Cardinals    | St. Louis Cardinals           | Cardinals Academy                    |
| Santo Domingo North      | DSL Mariners     | Seattle Mariners              | Complejo Epy Guerrero de Villa Mella |
| San Pedro de Macorís     | DSL Angels       | Los Angeles Angels of Anaheim | El Peñon Complex                     |
| San Pedro de Macorís     | DSL Blue Jays    | Toronto Blue Jays             | Blue Jays Complex                    |
| San Pedro de Macorís     | DSL Braves       | Atlanta Braves                | Baseball Towell                      |
| San Pedro de Macorís     | DSL Tigers       | Detroit Tigers                | Tigers Complex                       |

## Historial
Campeones del torneo.
| - 1985 Piratas del Atlántico (OAK, ATL, LAD) - 1986 Cooperativa (OAK, HOU, LAD,CHI) - 1987 Indios del Valle (PIT, BAL, PHIL) - 1988 Dominican Summer Dodgers - 1989 Dominican Summer Dodgers - 1990 Dominican Summer Pirates - 1991 Dominican Summer Blue Jays - 1992 Dominican Summer Dodgers La Vega - 1993 Dominican Summer Dodgers La Vega - 1994 Dominican Summer Mets - 1995 Hiroshima Toyo Carp |  | - 1996 Dominican Summer Dodgers Romana - 1997 Dominican Summer Dodgers Romana - 1998 Oakland West - 1999 Dominican Summer Phillies - 2000 Dominican Summer Dodgers - 2001 Dominican Summer Brewers - 2002 Dominican Summer Indians - 2003 Dominican Summer Pirates - 2004 Dominican Summer Indians - 2005 Dominican Summer Yankees #1 - 2006 Dominican Summer Yankees #1 |  | - 2007 Dominican Summer Nationals #1 - 2008 Dominican Summer Nationals #1 - 2009 Dominican Summer Giants - 2010 Dominican Summer Giants - 2011 Dominican Summer Angels - 2012 Dominican Summer Pirates #1 - 2013 Dominican Summer Rangers - 2014 Dominican Summer Rangers #1 - 2015 Dominican Summer Giants - 2016 Dominican Summer Red Sox #1 - 2017 Dominican Summer Dodgers - 2018 Dominican Summer Tampa #1 |